# 惠子程
惠子程（1989年6月2日—），来自陕西榆林清涧，是一名中国男子射击运动员，主攻空气步枪项目。

## 战绩
惠子程少年时期曾就读榆林体育运动学校，后来他来到广东东莞，进入东莞市体校，在代表广东省省队参加比赛一段时间后，他被输送到解放军队，2015年他又成功入选中国国家射击队。
2015年4月15日，射击世界杯韩国站中，惠子程逆局战胜美国埃蒙斯，夺得男子50米步枪三姿冠军并为中国队再添一张里约奥运会入场券。2016年，他参加中国国家队进入里约奥运会，在男子射击50米步枪三姿比赛中资格赛位列15名，未能晋级决赛。
2018年雅加达亚运会射击比赛中，他获得50米步枪三姿的金牌。2019年4月26日，国际射联射击世界杯北京站，惠子程斩获男子10米气步枪金牌。2019年10月22日，在武汉东湖新技术开发区军事五项射击场地进行的第七届世界军人运动会男子300米标准步枪3种姿势个人赛中，惠子程以590环的总成绩获得男子300米标准步枪3姿个人冠军。2020年9月22日，湖北宜昌进行的2020年全国射击冠军赛（步枪项目）10米气步枪混合团体决赛中，国家集训队选手徐红/惠子程不敌队友余浩楠/杨倩（11比17），获得亚军。 
惠子程热衷于研究枪，他曾发明过不少和射击有关的装置，其中一个具代表性的是“重心模块式步枪枪托”，这一装置他用了7年的时间来完成。